# Candyman 3: Day of the Dead

Candyman: Day of the Dead (Brasil: Candyman: Dia dos Mortos )  é um filme de terror produzido nos Estados Unidos  em 1999, baseado na criação de Clive Barker, co-escrito por Al Septien e Turi Meyer dirigido por Turi Meyer. 

## Sinopse
Várias mortes sangrentas e misteriosas acontecem em Los Angeles, os moradores do local acreditam que sejam práticadas por CandyMan, um terrível espírito escravo que foi sádicamente torturado e morto há dois séculos. A bela pintora Caroline McKeever, não acredita nas lendas de seu antepassado. Ela, então, segue para o local de um crime brutal e o invoca – após pronunciar o nome dele cinco vezes diante de um espelho. Quando percebe que CandyMan voltou dos mortos para se vingar, é tarde demais. Ela precisa lutar contra o espírito vingativo.

## Elenco
- Tony Todd... The Candyman
- Donna D'Errico.... Caroline McKeever
- Jsu Garcia.... David de La Paz
- Ernie Hudson Jr..... Det. Jamal Matthews
- Wade Williams Lt..... Det. Samuel Deacon Kraft
- Robert O'Reilly.... L.V. Sacco
- Lombardo Boyar.... Enrique
- Lupe Ontiveros.... Abuela
- Lillian Hurst....Flower Seller